# NGC 2363
NGC 2363 ist eine blaue kompakte Zwerggalaxie vom Hubble-Typ BCD im Sternbild Giraffe am Nordsternhimmel. Sie ist etwa 8 Millionen Lichtjahre von der Milchstraße entfernt und Mitglied der M-81 Gruppe. Während der ersten Beobachtungen des Objektes wurde es als Sternentstehungsgebiet der Galaxie NGC 2366 klassifiziert.
Entdeckt wurde das Objekt am 9. März 1874 von Ralph Copeland.